# Departamento de Boaco
Boaco es un departamento de Nicaragua. Su cabecera departamental es Boaco. Se formó en 1936 a partir de parte del departamento de Chontales. Los pueblos indígenas son los nahuas y los sumos.

## Geografía
Este departamento ocupa la esquina central montañosa de Nicaragua, limitando al norte con el departamento de Matagalpa, al sur con el departamento de Chontales y el Lago Cocibolca o Gran Lago de Nicaragua, al este con la Región Autónoma de la Costa Caribe Sur y el departamento de Boaco y al oeste con los departamentos de Managua y Granada.

## Demografía
Demográficamente, el departamento de Boaco ocupa el décimo cuarto lugar a nivel nacional con una población de 188 mil habitantes según las últimas estimaciones.
| Población histórica del departamento de Boaco | Población histórica del departamento de Boaco | Población histórica del departamento de Boaco |
| Año                                           | Habitantes                                    | Fuente                                        |
| --------------------------------------------- | --------------------------------------------- | --------------------------------------------- |
| 1906                                          | 26 737                                        | Censo nicaragüense de 1906                    |
| 1920                                          | 35 723                                        | Censo nicaragüense de 1920                    |
| 1940                                          | 40 365                                        | Censo nicaragüense de 1940                    |
| 1950                                          | 50 039                                        | Censo nicaragüense de 1950                    |
| 1963                                          | 71 615                                        | Censo nicaragüense de 1963                    |
| 1971                                          | 69 187                                        | Censo nicaragüense de 1971                    |
| 1995                                          | 136 949                                       | Censo nicaragüense de 1995                    |
| 2005                                          | 150 636                                       | Censo nicaragüense de 2005                    |
| 2023                                          | 188 809                                       | Estimaciones del INIDE                        |

Boaco tiene una población actual de 188,809 habitantes. De la población total, el 49.6% son hombres y el 50.4% son mujeres. Casi el 34.9% de la población vive en la zona urbana.

## División administrativa
El departamento de Boaco está dividido administrativamente en seis municipios:
| Municipio               | Superficie | Población  | Población       |
| Municipio               | Superficie | Censo 2005 | Estimación 2023 |
| ----------------------- | ---------- | ---------- | --------------- |
| Boaco                   | 1,087 km²  | 49,839     | 63,906          |
| Camoapa                 | 1,483 km²  | 34,962     | 40,077          |
| San José de los Remates | 280.5 km²  | 7,650      | 8,552           |
| San Lorenzo             | 559.6 km²  | 23,666     | 32,205          |
| Santa Lucía             | 120.8 km²  | 8,254      | 9,173           |
| Teustepe                | 645.7 km²  | 26,265     | 34,896          |